# Bezirk Ath
Der Bezirk Ath (französisch arrondissement administratif d'Ath) ist einer von sieben Verwaltungsbezirken in der belgischen Provinz Hennegau. Er umfasst eine Fläche von 667,94 km² mit 130.448 Einwohnern (Stand: 1. Januar 2024) in elf Gemeinden.

## Gemeinden im Bezirk Ath
| Gemeinde            | Einwohner 1. Januar 2024 | Fläche km² | Dichte Einw./km² | NIS- Code | Postleitzahl                    |
| ------------------- | ------------------------ | ---------- | ---------------- | --------- | ------------------------------- |
| Ath                 | 30.048                   | 126,95     | 237              | 51004     | 7800–7804, 7810–7812, 7822–7823 |
| Belœil              | 14.244                   | 61,55      | 231              | 51008     | 7970–7973                       |
| Bernissart          | 11.878                   | 43,42      | 274              | 51009     | 7320–7322                       |
| Brugelette          | 3.853                    | 28,40      | 136              | 51012     | 7940–7943                       |
| Chièvres            | 7.168                    | 46,91      | 153              | 51014     | 7950, 7951                      |
| Ellezelles          | 5.970                    | 44,69      | 134              | 51017     | 7890                            |
| Enghien             | 14.509                   | 40,59      | 357              | 51067     | 7850                            |
| Flobecq             | 3.434                    | 23,02      | 149              | 51019     | 7880                            |
| Frasnes-lez-Anvaing | 12.134                   | 112,44     | 108              | 51065     | 7910–7912                       |
| Lessines            | 18.735                   | 72,29      | 259              | 51069     | 7860–7864, 7866                 |
| Silly               | 8.475                    | 67,88      | 125              | 51068     | 7830                            |
| Bezirk Ath          | 130.448                  | 667,94     | 195              | 51000     | –                               |